# Nemopistha togonica
Nemopistha togonica is een insect uit de familie van de Nemopteridae, die tot de orde netvleugeligen (Neuroptera) behoort. 
Nemopistha togonica is voor het eerst wetenschappelijk beschreven door Kolbe in 1900.